# Kazuto Kotaka
Kazuto Kotaka (小高一斗?, Kotaka Kazuto; Kanagawa, 17 aprile 1999) è un pilota automobilistico giapponese, vincitore della Super Formula Lights nel 2022.

## Carriera
Kotaka debutta in monoposto nel 2015 correndo per il team TOM'S Spirit dal secondo round della Formula 4 giapponese.Il pilota nipponico si dimostra subito molto costante, ottiene un quarto posto a Suzuka e chiude sesto in classifica generale con 50 punti.
L'anno seguente rimane in Formula 4 dove ottiene tre vittorie e due Pole position chiudendo quinto in classifica. Nel 2017 Kotaka rimane fermo e torna in pista l'anno successivo, ottiene altre due vittorie nella Formula 4 giapponese e arriva terzo in classifica dietro a Yuki Tsunoda e Teppei Natori. 
Sempre nel 2018 partecipa a due round della Formula 3 giapponese per poi correre a tempo pieno l'anno seguente con il team Corolla Chukyo Kuo TOM'S dove ottiene cinque podi e chiude quinto in classifica. Nell'inverno del 2019 partecipa alla Toyota Racing Series con il team MTEC Motorsport. Kotaka ottiene un podio e finisce decimo in classifica finale e terzo tra i Rookie. 
Nel 2020 Kotaka passa alla Super Formula Lights ritornando al team TOM'S. Il pilota nipponico dopo nove podi vince la sua unica gara stagionale nell'ultimo round al Fuji. Con 73 punti in campionato si classifica terzo dietro Ritomo Miyata e Sena Sakaguchi. Lo stesso anno gareggia a tempo pieno nella classe GT300 del Super GT con il team Advics muta Racing INGING. Kotaka divide la Toyota 86 MC GT300 con Ryohei Sakaguchi, insieme ottengono due podi e chiudono noni in classifica con 34 punti.
Nel 2021 il pilota nipponico doveva continuare a correre nella Super Formula Lights, ma viene ingaggiato dal team KCMG per sostituire Kamui Kobayashi per il primo round della Super Formula. In seguito Kobayashi è costretto a saltare l'intera stagione a causa delle restrizioni di viaggio dovute alla Pandemia di COVID-19 e Kotaka continua a sostituirlo in Super Formula ad eccezione del round di Motegi dove partecipa alla Super Formula Lights. 
L'anno seguente torna a tempo pieno nella Super Formula Lights ancora una volta con il team TOM'S. Kotaka ottiene otto vittorie e riesce a vincere il campionato davanti a Kakunoshin Ohta.
Nel 2023 entra a tempo pieno nella Super Formula con il team Kondō Racing e il supporto della Toyota.

## Risultati

### Riassunto della carriera
| Stagione | Serie                | Team                     | Gare | Vittorie | Pole | G.V | Podio | Punti | Pos. |
| -------- | -------------------- | ------------------------ | ---- | -------- | ---- | --- | ----- | ----- | ---- |
| 2015     | Formula 4 giapponese | TOM'S Spirit             | 12   | 0        | 0    | 1   | 0     | 50    | 6º   |
| 2016     | Formula 4 giapponese | TOM'S Spirit             | 14   | 3        | 2    | 1   | 4     | 113   | 5º   |
| 2018     | Formula 4 giapponese | TOM'S Spirit             | 12   | 2        | 0    | 3   | 9     | 188   | 3º   |
| 2018     | Formula 3 giapponese | Hanashima Racing         | 4    | 0        | 0    | 0   | 0     | 1     | 13º  |
| 2019     | Formula 3 giapponese | Corolla Chukyo Kuo TOM'S | 15   | 0        | 0    | 0   | 5     | 48    | 5º   |
| 2019     | Super GT - GT300     | apr                      | 2    | 0        | 0    | 0   | 0     | 0     | NC   |
| 2019     | Toyota Racing Series | MTEC Motorsport          | 15   | 0        | 0    | 0   | 1     | 176   | 10º  |
| 2020     | Super Formula Lights | TOM'S                    | 17   | 1        | 0    | 0   | 11    | 73    | 3º   |
| 2020     | Super GT - GT300     | muta Racing INGING       | 7    | 0        | 2    | 0   | 2     | 34    | 9º   |
| 2021     | Super Formula        | carrozzeria Team KCMG    | 6    | 0        | 0    | 0   | 0     | 0     | 25º  |
| 2021     | Super Formula Lights | TOM'S                    | 3    | 0        | 0    | 0   | 2     | 14    | 8º   |
| 2021     | Super GT - GT300     | muta Racing INGING       | 1    | 0        | 0    | 0   | 0     | 3     | 26º  |
| 2021     | Super GT - GT300     | K-Tunes Racing           | 2    | 0        | 0    | 0   | 0     | 3     | 26º  |
| 2022     | Super Formula Lights | TOM'S                    | 18   | 8        | 3    | 3   | 11    | 114   | 1º   |
| 2022     | Super GT - GT300     | apr                      | 2    | 0        | 0    | 0   | 0     | 0     | 38º  |

* Stagione in corso.

### Risultati Super Formula Lights
| Anno | Team  | 1     | 2     | 3     | 4     | 5     | 6     | 7     | 8     | 9       | 10    | 11    | 12    | 13    | 14    | 15    | 16     | 17     | 18     | Punti | Pos |
| ---- | ----- | ----- | ----- | ----- | ----- | ----- | ----- | ----- | ----- | ------- | ----- | ----- | ----- | ----- | ----- | ----- | ------ | ------ | ------ | ----- | --- |
| 2020 | TOM'S | MOT 4 | MOT 2 | MOT 3 | OKA 7 | OKA 3 | SUG 3 | SUG 5 | SUG 3 | AUT Rit | AUT 4 | AUT 4 | SUZ 3 | SUZ 2 | SUZ 3 | FUJ 3 | FUJ 1  | FUJ 3  |        | 73    | 3º  |
| 2021 | TOM'S | FUJ   | FUJ   | FUJ   | SUZ   | SUZ   | SUZ   | AUT   | AUT   | AUT     | SUG   | SUG   | SUG   | MOT1  | MOT1  | MOT1  | MOT2 5 | MOT2 2 | MOT2 3 | 14    | 8º  |
| 2022 | TOM'S | FUJ 4 | FUJ 1 | FUJ 7 | SUZ 1 | SUZ 2 | SUZ 1 | AUT 6 | AUT 6 | AUT 6   | SUG 1 | SUG 1 | SUG 1 | MOT 1 | MOT 4 | MOT 2 | OKA 3  | OKA 1  | OKA 4  | 117   | 1º  |

### Risultati Super Formula
| Anno | Team             | 1       | 2      | 3      | 4      | 5      | 6      | 7      | 8      | 9      | Punti | Pos. |
| ---- | ---------------- | ------- | ------ | ------ | ------ | ------ | ------ | ------ | ------ | ------ | ----- | ---- |
| 2021 | carrozzeria KCMG | FUJ 15  | SUZ 16 | AUT 16 | SUG 17 | MOT 14 | MOT    | SUZ 18 |        |        | 0     | 25º  |
| 2023 | Kondō Racing     | FUJ 10  | FUJ 14 | SUZ 7  | AUT 19 | SUG 14 | FUJ 14 | MOT 6  | SUZ 15 | SUZ 12 | 10    | 15º  |
| 2024 | Kondō Racing     | SUZ Rit | AUT 18 | SUG 8  | FUJ 17 | MOT 8  | FUJ    | FUJ    | SUZ    | SUZ    | 4,5*  |      |

* Stagione in corso.